# Wrong (cântec de Depeche Mode)
Wrong este o piesă a formației britanice Depeche Mode. Piesa a apărut pe albumul Sounds of the Universe, în 2009.

## Musicains
1. David Gahan - lead vocals

2. Andrew Fletcher - keyboard, voce de fundal

3. Martin Gore - chitară electrică, voce de fundal

4. Peter Gordeno - keyboard, voce de fundal

5. Christian Eigner - drums